# EuroLeague MVP
EuroLeague MVP er en årlig pris, som uddeles til sæsonens bedste spiller i basketligaen EuroLeague, som er den højeste række for basketball i Europa. Prisen blev først uddelt i 2004-05 sæsonen.
Rekordvinderen af prisen er amerikanske Anthony Parker, som er den eneste spiller til at vinde prisen to gange. Den nuværende vinder er bulgariske Sasha Vezenkov, som vandt prisen for 2022-23 sæsonen.

## Vindere
| ^           | Angiver at spilleren stadig er aktiv i EuroLeague           |
| Spiller (X) | Angiver antal gange en spiller er blevet MVP                |
| Hold(X)     | Angiver antal gange en spiller fra dette hold er blevet MVP |

| Sæson     | Spiller              | Pos.        | Nationalitet | Hold                 | Hold Nationalitet |
| --------- | -------------------- | ----------- | ------------ | -------------------- | ----------------- |
| 2004-2005 | Anthony Parker       | SF          | USA          | Maccabi Tel Aviv     | Israel            |
| 2005-2006 | Anthony Parker (2)   | SF          | USA          | Maccabi Tel Aviv (2) | Israel            |
| 2006-2007 | Theo Papaloukas      | PG          | Grækenland   | CSKA Moskva          | Rusland           |
| 2007-2008 | Ramūnas Šiškauskas   | SF          | Litauen      | CSKA Moskva (2)      | Rusland           |
| 2008-2009 | Juan Carlos Navarro  | SG          | Spanien      | FC Barcelona         | Spanien           |
| 2009-2010 | Miloš Teodosić^      | PG          | Serbien      | Olympiakos           | Grækenland        |
| 2010-2011 | Dimitris Diamantidis | PG          | Grækenland   | Panathinaikos        | Grækenland        |
| 2011-2012 | Andrej Kirilenko     | SF          | Rusland      | CSKA Moskva (3)      | Rusland           |
| 2012-2013 | Vassilis Spanoulis   | G           | Grækenland   | Olympiakos (2)       | Grækenland        |
| 2013-2014 | Sergio Rodríguez^    | PG          | Spanien      | Real Madrid          | Spanien           |
| 2014-2015 | Nemanja Bjelica^     | PF          | Serbien      | Fenerbahçe           | Tyrkiet           |
| 2015-2016 | Nando de Colo^       | SG          | Frankrig     | CSKA Moskva (4)      | Rusland           |
| 2016-2017 | Sergio Llull^        | PG          | Spanien      | Real Madrid (2)      | Spanien           |
| 2017-2018 | Luka Dončić          | SG          | Slovenien    | Real Madrid (3)      | Spanien           |
| 2018-2019 | Jan Veselý^          | PF          | Tjekkiet     | Fenerbahçe (2)       | Tyrkiet           |
| 2019-2020 | Ikke udelt1          | Ikke udelt1 | Ikke udelt1  | Ikke udelt1          | Ikke udelt1       |
| 2020-2021 | Vasilije Micić^      | G           | Serbien      | Anadolu Efes         | Tyrkiet           |
| 2021-2022 | Nikola Mirotić^      | PF          | Spanien      | FC Barcelona (2)     | Spanien           |
| 2022-2023 | Sasha Vezenkov^      | PF          | Bulgarien    | Olympiakos (3)       | Grækenland        |

Noter:
↑1 - Sæsonen blev aflyst som resultat af Coronaviruspandemien.